# La Granja (Santa Rosa de Osos)
La Granja, es un centro poblado ubicado en el centro-occidente de Santa Rosa de Osos, Antioquia, Colombia, situado en la vereda San José, está ubicado a un kilómetro del barrio Arenales de la cabecera urbana de Santa Rosa de Osos, por lo que es el centro poblado más cercano de la localidad, aunque no alcanza a formar una mancha urbana con esta, debido a que no existe conurbación. 
La Granja es el sitio poblado más antiguo del Norte antioqueño y ha estado continuamente habitado desde 1636, es una zona residencial extrarradio de la cabecera urbana municipal, con altísima dependencia de esta, considerándose como "pueblo dormitorio". De manera informal y no geográfica por esta condición, se ha llegado a considerar como un sector de la misma, pero sus características fisiográficas, políticas y demográficas tienen condiciones netamente rurales.
La Granja es un pueblo que consta de una sola calle principal que es a su vez la carretera Entrerríos-Santa Rosa y varias callejuelas sin pavimentar, algunas de ellas conservando las características de los "caminos reales", principalmente en el barrio El Basurero.

## Historia y geografía
La Granja es uno de los 3 centros poblados urbanos, que junto con 5 corregimientos, 82 veredas, 8 caseríos rurales y 125 parajes, forman el municipio de Santa Rosa de Osos. Está ubicado en el centro-occidente del municipio, en la región geográfica del Valle de los Osos. El territorio que el gobierno de Santa Rosa de Osos administra desde la centralidad de La Granja, limita al norte con la cabecera urbana de Santa Rosa, por el oriente, occidente y sur está rodeado del resto del territorio de la vereda San José a la cual pertenece. En cuanto a territorio es el  centro poblado menos extenso — y con 148 hab apx, el menos poblado.
La granja consta de 3 barrios bien diferenciados, el más importante de ellos es el denominado como "La Ranchería", a un kilómetro del barrio Arenales de la cabecera municipal, es el sitio de fundación de Santa Rosa de Osos en 1636, luego en la segunda mitad del siglo XVIII se trasladó con el nombre de San Jacinto de los Osos hacia el nacimiento del Río Guadalupe, emplazamiento actual de la Ciudad.
Durante la época de La Ranchería como el único asentamiento del Valle de los Osos, el mineral de este lugar era del capitán Ignacio Vélez De Rivero, al igual que la capilla que existió allí en 1640; donde ya se evocaba la tradición Católica que iba a tener el municipio. Los ricos yacimientos minerales que se encontraron cerca a las quebradas Bramadora, San Juan y San Antonio justo en el momento preciso cuando en la ciudad de Antioquia se agotaba el oro; atrajeron una gran cantidad de personas de esta y de Cáceres. Se estima que en 1650 había más de 700 negros dedicados exclusivamente al laboreo de minería y más de 500 españoles o hijos de peninsulares, que en su mayoría eran señores ricos y distinguidos en la época.
El segundo barrio es conocido como La Granja sector central  y es a su vez el único con actividad económica ligada completamente al sector agropecuario, consta de diversas casa-fincas repartidas a lo largo del camino.
El tercer barrio es el denominado popularmente como "El Basurero", carece de nombre oficial al ser un asentamiento informal y no oficializado, es la zona más pobre del municipio de Santa Rosa, y la única con estas características, es habitado en su mayoría población desplazada, quienes dependían antaño del antiguo relleno sanitario municipal (de donde toma su nombre) ubicado a escasos metros, ejerciendo el oficio de recicladores; con el cierre de este lugar, los habitantes tuvieron que buscar nuevos empleos.  Este sector se sitúa en una ladera montañosa entre la vía principal y la quebrada San José, constando sus calles de caminos reales. No posee servicios públicos legalmente constituidos, el alumbrado y el servicio de agua son prestados por unas pocas casas que están legalizadas. Así mismo no existe espacio público, hay una "plazoleta central" que funciona como cancha infantil, propiedad de un privado. 
A diferencia de Hoyorrico, pueblo hermano, que nace solo un poco después, y cuyo patrimonio está casi conservado de manera total; de los vestigios históricos de La Granja y especialmente de su barrio Ranchería, no queda actualmente nada, las casas que se ubican en la ranchería hoy en día, son relativamente modernas y su economía gira en torno al comercio ligado a restaurantes, viveros y algunas tiendas. Esto debido a varios factores, el primero es que cuando se forma San Jacinto de los Osos en las colinas mineras al norte, la Ranchería vivió un periodo de detrimento; además como su nombre lo indica, el lugar más que un pueblo delimitado fue un campamento minero, con casas de paja y materiales poco durables. Lo otro es que cuando se amplió la vía hacia el municipio de Entrerríos, que pasaba por ahí como un camino real, el sector cambió drásticamente acomodándose al desarrollo vial. 
Nunca existieron planos de cómo era el pueblo, ni siquiera retratos de su dinámica urbana o poblacional, no es fácil determinar tampoco donde quedaba la Capilla del capitán Vélez de Rivero, ni si las casas estaban acomodadas al estilo lineal en que se encuentran actualmente por la vía. Hay indicios que parecen indicar que quizás algunos puntos del pueblo fundacional estaban más ligados a la quebrada San José, que es la única fuente de agua cercana al único socavón existente denominado Cueva del Ermitaño. Esta era un punto turístico del municipio hasta la segunda mitad del siglo XX cuando tuvo un derrumbe. Hoy en día es difícil incluso determinar con claridad el punto donde se encuentran sus vestigios.

## Demografía
- Población de la vereda San José             = 240
- Población de La Granja        =  148
- población al año         = 2015

Equivale al 0.40% de la población municipal